# حافظ مدیرزاده
حافظ مدیرزاده (۱۹۶۲-) استاد دانشگاه در رشته موسیقی و نوازنده ساکسوفون و دیگر سازهای بادی جاز است.
او در دورام کارولینای شمالی به دنیا آمد. تحصیلات دانشگاهی خود را در رشته موسیقی در دانشگاه ایالتی سان خوزه و کنسرواتوار نیوانگلند در بوستون و دانشگاه کالیفرنیا در لوس‌آنجلس و دانشگاه وزلین انجام داد و در ۱۹۹۲ دکترای موسیقی گرفت. او در دانشگاه ایالتی سان خوزه و دانشگاه ایالتی سان فرانسیسکو تدریس کرده‌است.
مدتی نزد سانی استیت و جیمز مودی نواختن ساکسوفون را آموخت. از ۱۹۸۳ با محمود ذوفنون به آموختن موسیقی ایرانی پرداخت.